# Pimelodus ornatus
Pimelodus ornatus är en fiskart som beskrevs av Kner, 1858. Pimelodus ornatus ingår i släktet Pimelodus och familjen Pimelodidae. Inga underarter finns listade i Catalogue of Life.